# Chad Ho
Chad Ho (* 21. Juni 1990 in Johannesburg, nach anderen Angaben in Durban) ist ein südafrikanischer Freistilschwimmer, der sich auf die Freiwasserdisziplinen spezialisiert hat. 2015 wurde er Weltmeister über 5 km.
Bei den Olympischen Sommerspielen 2008 in Peking wurde er 9. im ersten überhaupt geschwommenen olympischen 10-km-Marathon in einer Zeit von 1:52:13,1 h (Sieger hier der Holländer Maarten van der Weijden, 1:51:51,6).
Die Schwimmweltmeisterschaften 2009 in Rom brachten ihm Bronze über 5 km in 56:41,9 min hinter Thomas Lurz (56:26,9) und dem Griechen Spyros Gianniotis (56:27,2).
Bei den Schwimmweltmeisterschaften 2013 in Barcelona wurde er 4. über 5 km, mit 53:33,7 min nur um 1,5 s hinter Bronzemedaillengewinner Thomas Lurz; über 10 km wurde er 8. in 1:49:26,3 h.
Die Schwimmweltmeisterschaften 2015 auf der Kasanka im russischen Kasan brachten ihm Gold im Herzschlagfinale über 5 km in 55:17,6 min zeitgleich vor dem Deutschen Rob Muffels und dem Bronzemedaillengewinner, dem Italiener Matteo Furlan (55:20,0).
Mit sechs Erfolgen ist Chad Ho Rekordgewinner über die Midmar Mile auf dem Midmar-Stausee nördlich von Pietermaritzburg in Südafrika. Er ist zudem vielfacher nationaler Meister seines Landes.